# Escudo (moneda de Chile)
El escudo (símbolo: E°; ISO 4217: CLE) fue la moneda de curso legal de Chile entre 1960 y 1975, cuando fue reemplazado por el peso. Formó parte de las medidas de saneamiento de la economía y control inflacionario emprendidas por el gobierno de Jorge Alessandri.

## Historia
Por medio de la ley 13305, publicada el 6 de abril de 1959, el escudo entró en circulación el 1 de enero de 1960, remplazando al antiguo peso. Su equivalencia fue de E°1 = $1000 (pesos). El escudo estaba subdividido en centésimos, sin embargo, el 31 de diciembre de 1973, por el decreto ley 231, se dispuso que todos los pagos debieran efectuarse en escudos enteros, eliminando los centésimos.
Mediante el decreto ley 1123, publicado el 4 de agosto de 1975, el escudo fue reemplazado por el peso. La equivalencia fue $1 = E°1000 y durante sus dieciséis años de circulación, se pueden observar dos subperiodos, detallados a continuación:

### 1960-1970
Como los billetes debían ser reemplazados, el Banco Central tomó la medida provisoria de autorizar el sobretimbraje de los billetes existentes de 10, 50, 100, 500, 1000, 5000, 10 000 y 50 000 pesos. Llevaban impresos en tinta roja, en el óvalo en blanco de la marca de agua al lado derecho del reverso, el equivalente de su valor en escudos, de acuerdo al tipo de cambio $1000 = E° 1. El retimbraje de los billetes se inició en noviembre de 1959, y entre julio y agosto de 1960 entraron en circulación los primeros billetes en escudos, correspondientes a las denominaciones de ½ y 1 E°.
En la primera mitad de la década de 1960 se completó la entrada en circulación de los nuevos billetes de escudos, con las denominaciones de 5, 10, 50 y 100, siendo el último de estos emitido en 1964 pero puesto en circulación recién en 1968. El billete de 5 escudos entró en circulación el 20 de abril de 1964. Los billetes de 10, 50 y 100 escudos eran de mayor tamaño (178 × 83 mm).

### 1971-1975
Durante este último periodo existió una alta inflación, por lo cual las denominaciones de los billetes crecieron y aparecieron en circulación los billetes de 500, 1000, 5000 y 10 000 escudos, los cuales fueron totalmente reemplazados en 1975 por el actual peso.

## Monedas
En 1960 se introdujeron monedas de 1 centésimo de aluminio, y de 2 centésimos de bronce-aluminio, mientras que en 1962 fueron introducidas las monedas de ½ centésimo de aluminio y de 5 y 10 centésimos de bronce-aluminio.
En 1971 fue presentada una nueva acuñación, que constaba de monedas de 10, 20 y 50 centésimos hechas de bronce de aluminio, y de 1 y 5 escudos fabricadas en alpaca; todas emitidas durante dos años. Originalmente, esta serie de monedas contemplaba además una pieza de 2 escudos de alpaca, pero la circulación de ésta no fue permitida por disposición del Banco Central de Chile y solo se acuñaron 106 ejemplares. Las monedas de 10 y 20 centésimos comenzaron a circular el 10 de enero de 1972, mientras que la de 5 escudos comenzó a circular el 13 de junio de 1973.
En 1974 se acuñaron monedas de 5 y 10 escudos de aluminio (las de 5 escudos se hicieron con el cuño de 1972, por lo que es común que se las considere como hechas ese año), y, entre 1974 y 1975, de 50 y 100 escudos de bronce de aluminio.
| Denominación  | Emisión   | Material        | Diámetro | Anverso                                       | Ref.   |
| Denominación  | Emisión   | Material        | Diámetro | Reverso                                       | Ref.   |
| ------------- | --------- | --------------- | -------- | --------------------------------------------- | ------ |
| ½ centésimo   | 1962-1963 | Aluminio        | 25 mm    | Cóndor                                        | [ 1 ]  |
| ½ centésimo   | 1962-1963 | Aluminio        | 25 mm    | Denominación rodeada por dos espigas de trigo | [ 1 ]  |
| 1 centésimo   | 1960-1963 | Aluminio        | 28 mm    | Cóndor                                        | [ 1 ]  |
| 1 centésimo   | 1960-1963 | Aluminio        | 28 mm    | Denominación rodeada por dos espigas de trigo | [ 1 ]  |
| 2 centésimos  | 1960-1970 | Bronce-aluminio | 20 mm    | Cóndor                                        | [ 1 ]  |
| 2 centésimos  | 1960-1970 | Bronce-aluminio | 20 mm    | Denominación rodeada por dos espigas de trigo | [ 1 ]  |
| 5 centésimos  | 1962-1971 | Bronce-aluminio | 23,3 mm  | Cóndor                                        | [ 1 ]  |
| 5 centésimos  | 1962-1971 | Bronce-aluminio | 23,3 mm  | Denominación rodeada por dos espigas de trigo | [ 1 ]  |
| 10 centésimos | 1962-1970 | Bronce-aluminio | 27,2 mm  | Cóndor                                        | [ 1 ]  |
| 10 centésimos | 1962-1970 | Bronce-aluminio | 27,2 mm  | Denominación rodeada por dos espigas de trigo | [ 1 ]  |
| 10 centésimos | 1971-1972 | Bronce-aluminio | 18,1 mm  | Efigie de Bernardo O'Higgins                  | [ 18 ] |
| 10 centésimos | 1971-1972 | Bronce-aluminio | 18,1 mm  | Escudo nacional y denominación                | [ 18 ] |
| 20 centésimos | 1971-1972 | Bronce-aluminio | 20 mm    | Efigie de José Manuel Balmaceda               | [ 18 ] |
| 20 centésimos | 1971-1972 | Bronce-aluminio | 20 mm    | Escudo nacional y denominación                | [ 18 ] |
| 50 centésimos | 1971-1972 | Bronce-aluminio | 21,9 mm  | Efigie de Manuel Rodríguez Erdoíza            | [ 18 ] |
| 50 centésimos | 1971-1972 | Bronce-aluminio | 21,9 mm  | Escudo nacional y denominación                | [ 18 ] |
| 1 escudo      | 1971-1972 | Alpaca          | 18,9 mm  | Efigie de José Miguel Carrera                 | [ 18 ] |
| 1 escudo      | 1971-1972 | Alpaca          | 18,9 mm  | Escudo nacional y denominación                | [ 18 ] |
| 5 escudos     | 1971-1972 | Alpaca          | 23 mm    | Lautaro sobre un caballo                      | [ 18 ] |
| 5 escudos     | 1971-1972 | Alpaca          | 23 mm    | Escudo nacional y denominación                | [ 18 ] |
| 5 escudos     | 1974      | Aluminio        | 22,8 mm  | Lautaro sobre un caballo                      | [ 18 ] |
| 5 escudos     | 1974      | Aluminio        | 22,8 mm  | Escudo nacional y denominación                | [ 18 ] |
| 10 escudos    | 1974-1975 | Aluminio        | 24,9 mm  | Cóndor                                        | [ 19 ] |
| 10 escudos    | 1974-1975 | Aluminio        | 24,9 mm  | Denominación rodeada por dos ramas de laurel  | [ 19 ] |
| 50 escudos    | 1974-1975 | Bronce-aluminio | 21,5 mm  | Cóndor                                        | [ 19 ] |
| 50 escudos    | 1974-1975 | Bronce-aluminio | 21,5 mm  | Denominación rodeada por dos ramas de laurel  | [ 19 ] |
| 100 escudos   | 1974-1975 | Bronce-aluminio | 23,5 mm  | Cóndor                                        | [ 19 ] |
| 100 escudos   | 1974-1975 | Bronce-aluminio | 23,5 mm  | Denominación rodeada por dos ramas de laurel  | [ 19 ] |

## Billetes
En 1960, las antiguas denominaciones en pesos fueron modificadas provisoriamente, timbrando los billetes con el nuevo valor más una estampa del escudo nacional. Las denominaciones fueron ½, 1, 5, 10 y 50 centésimos, 1, 5, 10 y 50 escudos:
| Denominación original | Valor retimbrado |
| --------------------- | ---------------- |
| 5 pesos               | ½ centésimo      |
| 10 pesos              | 1 centésimo      |
| 50 pesos              | 5 centésimos     |
| 100 pesos             | 10 centésimos    |
| 500 pesos             | 50 centésimos    |
| 1000 pesos            | 1 escudo         |
| 5000 pesos            | 5 escudos        |
| 10 000 pesos          | 10 escudos       |
| 50 000 pesos          | 50 escudos       |

Durante 1959 comenzaron a ser diseñados los primeros billetes en escudos, cuyos dibujos estuvieron a cargo de Alberto Mathey y el grabado en las planchas de acero fue realizado por José Moreno Benavente, ambos funcionarios de la Casa de Moneda de Chile. El 22 de julio de 1960 comenzó a circular el billete de 1 escudo, y el 1 de agosto del mismo año entró en circulación el billete de ½ escudo; en 1962 se fijaron nuevos diseños, en denominaciones de 5, 10 y 50 escudos; el billete de E° 5 comenzó a circular el 20 de abril de 1964. El 6 de septiembre de 1968 fue puesto en circulación el billete de 100 escudos, y en septiembre de 1970 fue presentado un nuevo billete de 10 escudos de menor tamaño. El 7 de julio de 1972 comenzó a circular el billete de 500 escudos. El 12 de julio de 1973 fue introducido el de E° 1000 y en noviembre de ese mismo año, posterior al golpe de Estado, el de Eº 5000, cuya impresión había comenzado a inicios de septiembre. Finalmente, en 1974, fue introducida la denominación de 10 000 escudos.
| Denominación                     | Emisión   | Color         | Dimensiones | Anverso                                                                   | Ref.          |
| Denominación                     | Emisión   | Color         | Dimensiones | Reverso                                                                   | Ref.          |
| -------------------------------- | --------- | ------------- | ----------- | ------------------------------------------------------------------------- | ------------- |
| ½ escudo 50 centésimos de escudo | 1960-1971 | Azul          | 145 × 70 mm | Efigie de Bernardo O'Higgins.                                             | [ 28 ]        |
| ½ escudo 50 centésimos de escudo | 1960-1971 | Azul          | 145 × 70 mm | Llegada de Almagro a Chile, por Pedro Subercaseaux.                       | [ 28 ]        |
| 1 escudo                         | 1960-1971 | Café          | 145 × 70 mm | Efigie de Arturo Prat.                                                    | [ 29 ]        |
| 1 escudo                         | 1960-1971 | Café          | 145 × 70 mm | La fundación de Santiago, por Pedro Lira.                                 | [ 29 ]        |
| 5 escudos                        | 1964-1971 | Pardo rojizo  | 145 × 70 mm | Efigie de Manuel Bulnes.                                                  | [ 30 ]        |
| 5 escudos                        | 1964-1971 | Pardo rojizo  | 145 × 70 mm | Batalla de Rancagua, por Pedro Subercaseaux.                              | [ 30 ]        |
| 10 escudos                       | 1962-1970 | Granate       | 178 × 83 mm | Efigie de José Manuel Balmaceda.                                          | [ 31 ]        |
| 10 escudos                       | 1962-1970 | Granate       | 178 × 83 mm | Abrazo de Maipú, por Pedro Subercaseaux.                                  | [ 31 ]        |
| 10 escudos                       | 1970-1972 | Pardo         | 145 × 70 mm | Efigie de José Manuel Balmaceda.                                          | [ 32 ]        |
| 10 escudos                       | 1970-1972 | Pardo         | 145 × 70 mm | Abrazo de Maipú, por Pedro Subercaseaux.                                  | [ 32 ]        |
| 10 escudos                       | 1972-1974 | Sepia         | 145 × 70 mm | Efigie de José Manuel Balmaceda.                                          | [ 33 ]        |
| 10 escudos                       | 1972-1974 | Sepia         | 145 × 70 mm | Abrazo de Maipú, por Pedro Subercaseaux.                                  | [ 33 ]        |
| 50 escudos                       | 1962-1974 | Verde         | 178 × 83 mm | Efigie de Arturo Alessandri Palma.                                        | [ 31 ]        |
| 50 escudos                       | 1962-1974 | Verde         | 178 × 83 mm | Edificio del Banco Central de Chile.                                      | [ 31 ]        |
| 100 escudos                      | 1968-1974 | Azul          | 178 × 83 mm | Efigie de Manuel Rengifo.                                                 | [ 34 ]        |
| 100 escudos                      | 1968-1974 | Azul          | 178 × 83 mm | Escuadra Libertadora, por Thomas Somerscales.                             | [ 34 ]        |
| 500 escudos                      | 1971-1975 | Rojo burdeo   | 145 × 70 mm | Efigie de un minero, con ocasión de la nacionalización del cobre de 1971. | [ 35 ] [ 36 ] |
| 500 escudos                      | 1971-1975 | Rojo burdeo   | 145 × 70 mm | Mina de Chuquicamata.                                                     | [ 35 ] [ 36 ] |
| 1000 escudos                     | 1973-1975 | Azul violáceo | 145 × 70 mm | Efigie de José Miguel Carrera.                                            | [ 37 ]        |
| 1000 escudos                     | 1973-1975 | Azul violáceo | 145 × 70 mm | Casa de los Carrera.                                                      | [ 37 ]        |
| 5000 escudos                     | 1973-1975 | Verde         | 145 × 70 mm | Efigie de José Miguel Carrera.                                            | [ 38 ]        |
| 5000 escudos                     | 1973-1975 | Verde         | 145 × 70 mm | Casa de los Carrera.                                                      | [ 38 ]        |
| 10 000 escudos                   | 1974-1975 | Rojo salmón   | 145 × 70 mm | Efigie de Bernardo O'Higgins.                                             | [ 39 ]        |
| 10 000 escudos                   | 1974-1975 | Rojo salmón   | 145 × 70 mm | Batalla de Rancagua, por Pedro Subercaseaux.                              | [ 39 ]        |

El 22 de agosto de 1971, además de presentarse el diseño del nuevo billete de 500 escudos que comenzó a circular en julio de 1972, se anunció el rediseño de los billetes de 50 y 100 escudos, los cuales finalmente no se llevaron a cabo. El nuevo billete de 50 escudos iba a tener en su anverso el retrato de un campesino con un fondo de un campo cultivado, y debajo de ello la frase «La tierra es tuya, pueblo, la verdad ha nacido contigo, de tu sangre» —verso del poema La tierra se llama Juan de Pablo Neruda—, mientras que el reverso presentaría una escena titulada Araucanos al ataque de Collipulli —facilitada al Banco Central de Chile por el historiador Guillermo Feliú Cruz— y en su parte inferior la frase «No ha habido rey jamás que sujetase esta soberbia gente libertada ni extranjera nación que se jactase de haber dado en sus términos pisada», correspondiente al poema épico La Araucana de Alonso de Ercilla. Por su parte, el nuevo diseño propuesto para el billete de 100 escudos fue reutilizado para elaborar el nuevo billete de 1000 escudos, impreso desde 1973.

## En la cultura popular
En el español chileno coloquial se usaban ciertos sobrenombres para algunas monedas y billetes de escudos —algunos de ellos heredados de sus antiguas denominaciones en pesos hasta 1959—:
- media luca: 50 centésimos de escudo.[42]
- luca: Un escudo.[42]
- oreja: El billete de un escudo.[42]
- quina: Cinco escudos.[42]
- sota: El billete de diez escudos.[42]
- media gamba: Cincuenta escudos.[42]
- guaterrana: El billete de cincuenta escudos, debido a su color verde.[42]
- gamba:[43] El billete de cien escudos, llamado así por su color rojo, similar al de las gambas y que fue heredado del antiguo billete de 100 pesos.[44]
- medio melón: Quinientos escudos.[42]
- melón: Mil escudos.[42]